# Belén Carreño
Belén Carreño Bravo (Oviedo, 18 de octubre de 1976) es una periodista española especializada en economía.

## Trayectoria
Carreño se licenció en 2000 en Ciencias de la Información, especialidad en Periodismo, por la Universidad Pontificia de Salamanca (UPSA). Después, cursó un Master en Relaciones Internacionales y Comunicación en la Universidad Complutense de Madrid (UCM), por el que accedió a una beca para trabajar en la corresponsalía de la Agencia EFE en Bruselas. En 2003, consiguió una beca ICEX España Exportación e Inversiones de periodismo que le permitió trabajar primero en la Oficina Comercial de España en Nueva York y luego en la página web en español de la Organización de las Naciones Unidas (ONU) y en la Oficina de las Naciones Unidas de Servicios para Proyectos (UNOPS).
Terminó su beca ICEX en la sección de Macroeconomía y Laboral de la Agencia EFE en Madrid, donde estuvo hasta finales de 2005. Después, Carreño entró en la sección de Finanzas y Mercados del periódico económico Expansión donde permaneció hasta 2007. Ese año, bajo la dirección de Ignacio Escolar, entró a trabajar como redactora especializada en política económica para Público y fue enviada especial a Dublín y Atenas durante los rescates financieros de Irlanda y de Grecia respectivamente. Acabó su etapa en este periódico acogiéndose al expediente de regulación de empleo (ERE) que presentó la empresa a finales de 2011.
Tras su salida de Público, Carreño formó parte del grupo fundador de periodistas que crearon eldiario.es en 2012 y entró como redactora jefa de Economía. En este periodo, llevó a cabo la coordinación de la investigación sobre 'Los Papeles de la Castellana', donde La Marea, Diagonal y eldiario.es analizaron conjuntamente 38.598 documentos procedentes de una fuente anónima. Además, Carreño es la autora de la noticia que destapó el escándalo de las tarjetas ‘black’, y estuvo en el equipo que investigó 'Los correos de Blesa', que hacen referencia a las comunicaciones entre el presidente de Caja Madrid, Miguel Blesa, y sus directivos en el lanzamiento de preferentes.
En 2018, Carreño terminó su etapa en eldiario.es y comenzó a trabajar como corresponsal senior para España para la agencia de noticias Reuters cubriendo política y economía. Ese mismo año, la empresa Crédito y Caución nombró la cuenta de Twitter de Carreño como una de las 8 más influyentes sobre economía de España. Como analista de actualidad económica, Carreño colaboró desde 2016 y hasta su entrada en Reuters en el programa de radio La Brújula de Onda Cero. También ha participado en tertulias televisivas como Al rojo vivo de La Sexta, y en programas de actualidad en Cuatro y Telemadrid.
En 2025, publicó el libro Ayer tuve un sueño: Manolo Díaz, sesenta años de música pop en español sobre el compositor, intérprete y productor Manolo Díaz. Carreño, repasa la trayectoria de su tío Manolo Díaz, figura clave en la industria musical en español durante seis décadas, y que impulsó las carreras de artistas como Julio Iglesias, Raffaella Carrà o Juanes, entre otros. Mezcla de memorias y crónica, el libro ofrece una mirada a la evolución del pop en España y al auge de la música latina en el mercado internacional.

## Reconocimientos
En 2024, Belén Carreño fue galardonada con el Premio de Periodismo Económico de la Asociación de Periodistas de Información Económica (APIE) en la categoría general de Periodismo. Estos premios, creados en 2023, reconocen los mejores trabajos periodísticos de materia económica.

## Obra
- Ayer tuve un sueño: Manolo Díaz, sesenta años de música pop en español. Editorial Debate. ISBN 9788410433397